# Едмунд Андріяускас
Едмундас Андріяускас (лит. Edmundas Andrijauskas; народився 18 червня 1954, Паланга) — литовський архітектор.

## Біографія
У 1978 році закінчив Вільнюський інститут інженерії будівництва. У 1978-1987 роках — керівник групи архітекторів «Klaipėdas Komprojektas», керівник проєктів, архітектор. З 1987 по 1994 роки працював на посаді архітектора Клайпедського проєктного інституту реставрації пам'яток.
У період з 1994 по 2001 роки — Керівник UAB "Restauravimo centras", архітектор. З 1992 року працює на приватному підприємстві «Е. Керівник дизайнерської фірми Андріяускас. З 2000 року UAB "Uostamiescio projektas", керівник проєктів, з 2005 року акціонер і керівник проєкту UAB "Andrijauskas ir partneriai".
У 1988-1990 роках — член ради Саюдіс Клайпеди. З 1997 по 2002 рік — Голова Клайпедського відділення Спілки архітекторів Литви. 
Був членом Литовського ліберального союзу.
Дружина Лайма, дочки Айсте і Егле.

## Проєкти
- Житловий комплекс у Клайпеді, 1990 рік.
- Комплекс будівель «Vokečių namai» на ринковій площі в Клайпеді, 1993 рік .
- Реконструкція готелю "Вікторія" в Клайпеді, 1997 рік.
- Спроєктовані житлові будинки в Паланзі.